# Denki Groove

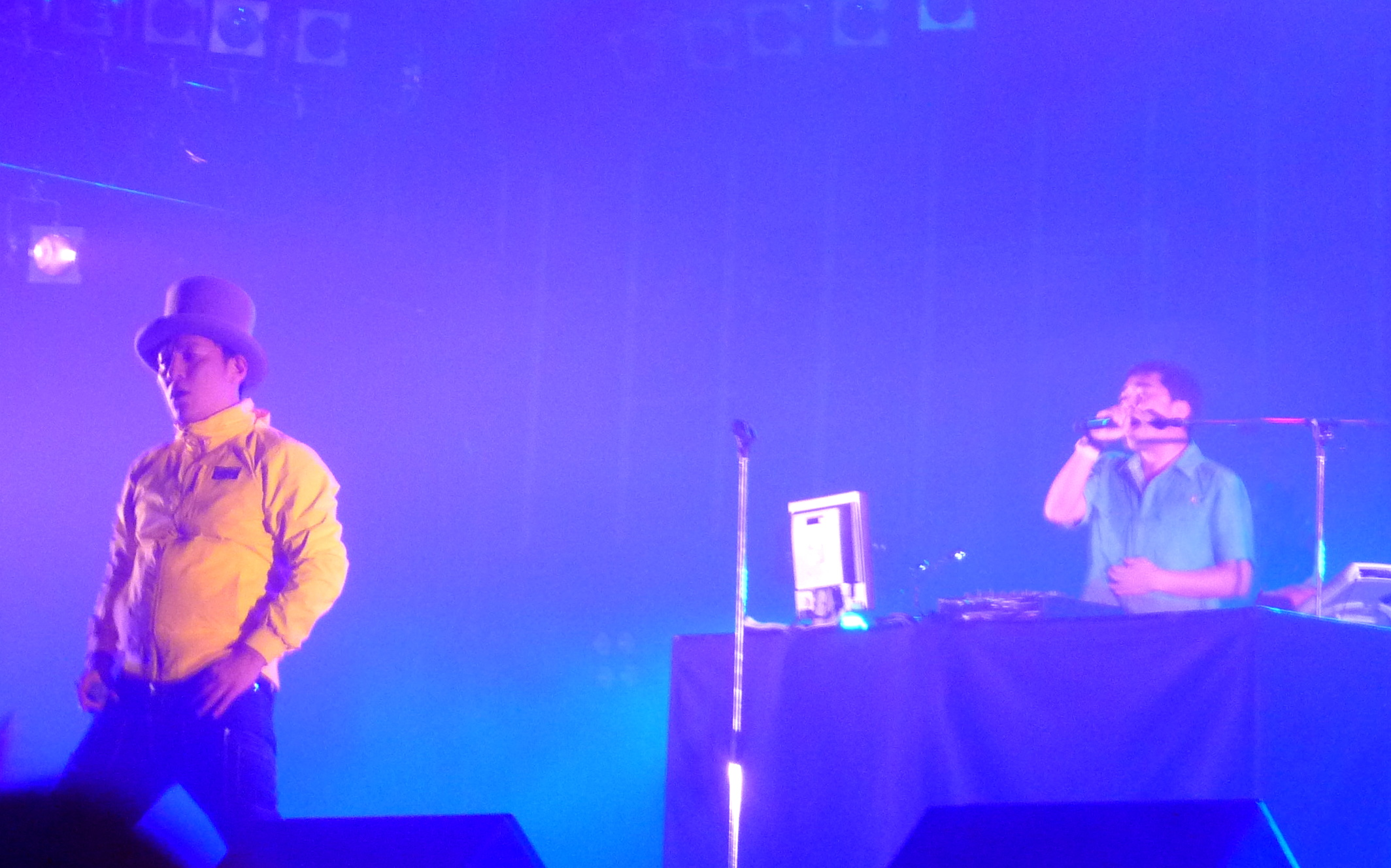
Denki Groove (2011)

Denki Groove (jap. 電気グルーヴ, Denki Gurūvu, dt. „Elektro-Groove“) ist eine 1989 gegründete japanische Techno-Pop-Band.

## Geschichte
Ihr Stil wurde u. a. von Kraftwerk und YMO beeinflusst. Die aktuellen Mitglieder sind Fumitoshi Ishino (Takkyu Ishino) und Masanori Taki (Pierre Taki). Frühere Bandmitglieder waren Yoshinori Sunahara und Jun Kitagawa.
Die Band produzierte auch mehrere Titel für diverse Animes. So wurde z. B. die Single Niji als Eröffnungstitel in der Anime-Serie Eureka Seven verwendet. In jüngster Zeit produzierte Denki Groove auch den Soundtrack für die Anime-Serie Kūchū Buranko, dabei verwerteten sie einige bereits bekannte Titel aus dem Album J-Pop, produzierten aber auch einige neue, exklusive Titel, die später als eigenständiges Album veröffentlicht wurden. Ihre Musik erreichte speziell in Deutschland u. a. durch diverse Auftritte auf der jährlichen Mayday einen hohen Bekanntheitsgrad.

## Veröffentlichungen

### Alben
- 662 bpm by DG
- Flash Papa (1991)
- U.F.O. (1991)
- Karateka (1992)
- Flash Papa Menthol (Remixalbum von Flash Papa) (1993)
- Vitamin (1993)
- Drill King Anthology (1994)
- Dragon (1994)
- Orange (1996)
- A (gesprochen wie ’Ace’) (1997)
- Recycled A (remix album of A) (1998)
- Voxxx (2000)
- Ilbon 2000 (live performance) (2000)
- The Last Supper (remix and rarities collection) (2001)
- Singles and Strikes (greatest hits collection) (2004)
- J-Pop (2008)
- Yellow (2008)
- 20 (2009)
- Kūchū Buranko Original Sound Track (2010)
- Ningen to Dobutsu (2013)
- 25 (2014)
- Tropical Love (2017)
- 30 (2019)

### Singles
- Mud Ebis (1991)
- Snake Finger (1992)
- N.O. (1994)
- popo (1994)
- Kame Life (1994)
- Niji (1995)
- Dareda! (1996)
- Shangri-La (1997)
- Pocket Cowboy (1997)
- Flashback Disco (1999)
- Nothings Gonna Change (1999)
- Shonen Young (2007)
- Mononoke Dance (2008)
- The Words (2009)
- Upside Down (2009)
- Shameful (2012)
- Missing Beatz (2013)
- Fallin’ Down (2015)
- Man Human (2018)
- Set you Free (2020)
- Homebase (2022)